# Whblog
whblogは、Perlで書かれたブログソフトウェア。
「wh」は開発元の「WEB素材配布室」の頭文字から。
データベースにはSQLiteを使う。

## 主な機能
- 複数ブログの管理
- インポート・エクスポート
- トラックバックの送受信
- 更新Pingの送信
- XML-RPCによる編集
- メール投稿
- Twitter投稿